# Prazeres (Calheta)
Prazeres ist eine portugiesische Gemeinde (Freguesia) im Kreis Calheta (Madeira). In ihr leben 685 Einwohner (Stand 19. April 2021).